# Serak (geografia)

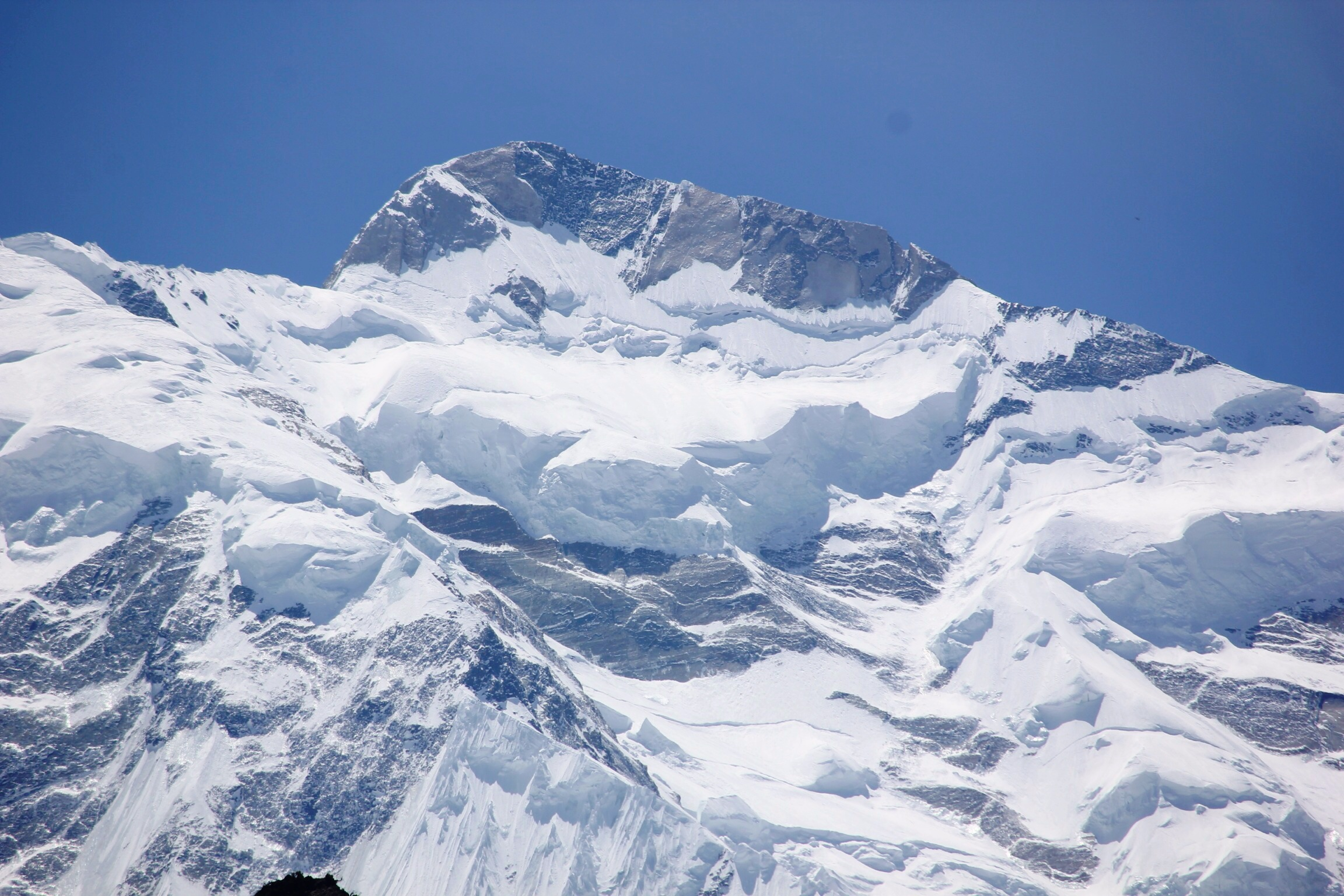
Olbrzymi serak na zboczu Rakaposhi

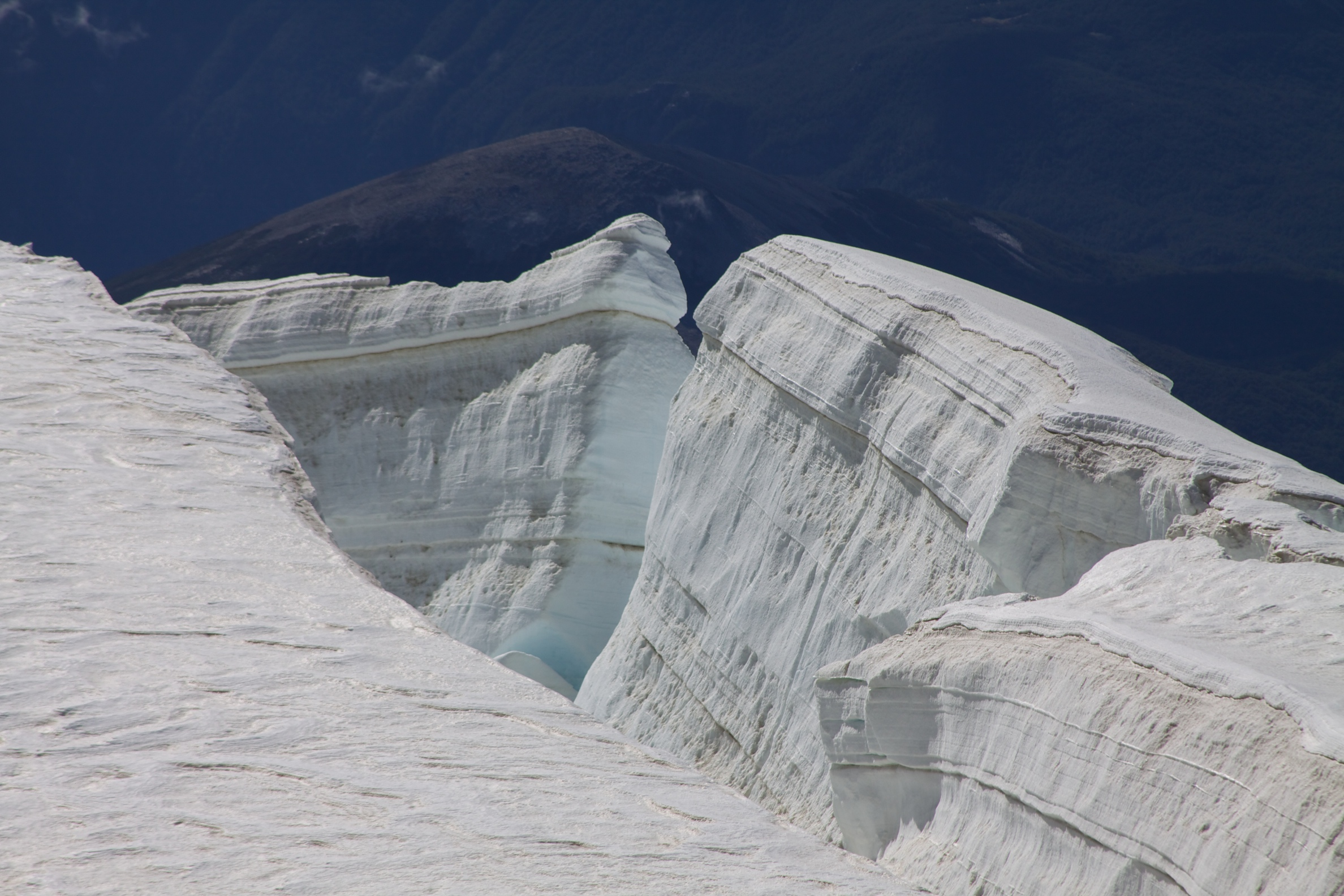
Seraki i szczeliny lodowca w masywie Tronador (Andy, Argentyna)

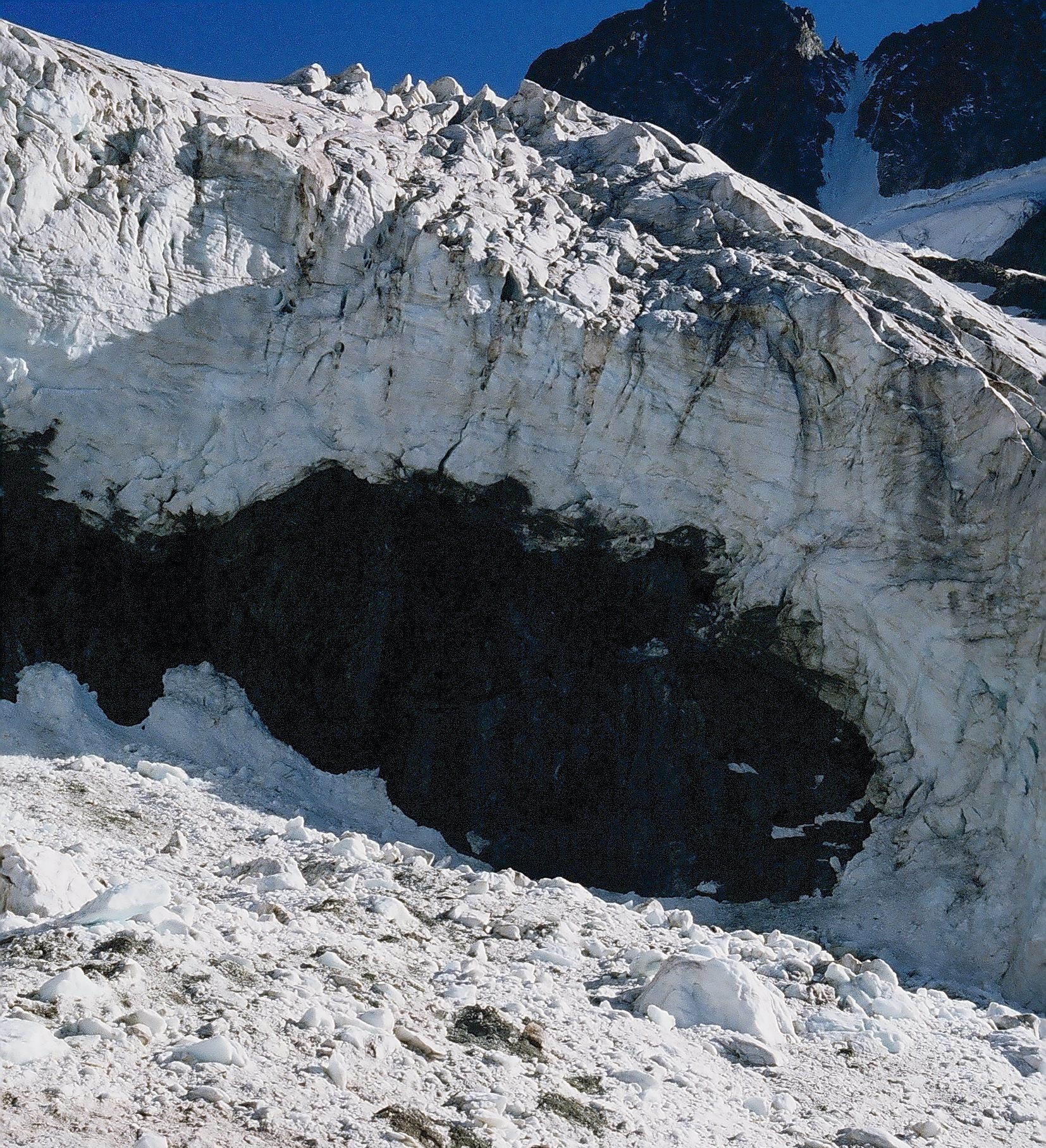
Bariera seraków lodowca Bans w grupie górskiej Écrins (Alpy Delfinackie, Francja)

Serak (od fr. sérac - rodzaj kruchego białego sera) – element lodowca, wielotonowa bryła lodu tworząca się w wyniku pękania lodowca, spowodowanego przez ruch progu lodowcowego ponad wybrzuszeniami i progami podłoża.